# Nouvelle-Walcheren
 (avril 2023).
Si vous disposez d'ouvrages ou d'articles de référence ou si vous connaissez des sites web de qualité traitant du thème abordé ici, merci de compléter l'article en donnant les références utiles à sa vérifiabilité et en les liant à la section « Notes et références ».
La Nouvelle-Walcheren, en néerlandais : Nieuw-Walcheren était une colonie de la Compagnie néerlandaise des Indes occidentales implantée sur la côte méridionale de l'île de Tobago, dans les Caraïbes. Quatre tentatives de colonisation de l'île - stratégiquement située face à l'embouchure de l'Orénoque - ont eu lieu en 1628, 1640, 1654 et 1672. 